# Памятник лётчику-космонавту Комарову (Нижний Новгород)
Памятник лётчику-космонавту Владимиру Комарову в Нижнем Новгороде был установлен в 1967 году в память о его гибели. Памятник помещён на улице, которая была переименована в его честь (ранее называлась улица Слесарная), которая находится в Ленинском районе города.

## История
Инициатива установки памятника принадлежала рабочим этого города.
Решение об установке памятника было принято 26 апреля 1967 года, спустя два дня после его трагической гибели.
Улица Слесарная, на которой был установлен памятник, была переименована в честь космонавта Комарова потому, что за день до его гибели, 23 апреля, работники нижегородского порта вышли на митинг в честь его второго полёта на орбиту именно на эту улицу. После того, как стало известно о гибели Комарова, они же и обратились с просьбой о переименовании улицы и установке памятника.
В первоначальную композицию памятника входил размещённый на вершине серповидной стелы спутник, однако в девяностые годы двадцатого века этот элемент был утрачен. В 2021 году к шестидесятилетнему юбилею первого полёта человека в космос по инициативе управы района изображение спутника на конце серпа было воссоздано вновь.
Памятник было решено установить в сквере на пересечении улицы Комарова с улицей Дружбы.
Памятник Владимиру Комарову является единственным в Нижнем Новгороде памятником космонавту.

## Описание памятника
Памятник представляет из себя скульптурную композицию, в которую входит полноростовая скульптура космонавта, который в одной руке держит раскрытую книгу, а в другой молот, которым опирается на основание серпа, переходящего в символическое изображение орбиты, которую венчает объёмное скульптурное изображение первого спутника.
Памятник символически объединяет в себе как космическую тематику и память о погибшем космонавте, так и то, что инициатива его установки принадлежит рабочим — серп и молот являлись традиционными символами рабочего класса в СССР.
Космонавт изображён на памятнике в стилизованно показанном космическом скафандре без шлема.
Скульптурная группа выполнена из металла и помещена на продольный постамент, облицованный гранитной плиткой.
На лицевой стороне постамента находится табличка с текстом, указывающим имя космонавта и коротко рассказывающим о нём.